# Станівська сільська рада (Мукачівський район)
| Станівська сільська рада — колишній орган місцевого самоврядування у Мукачівському районі Закарпатської області з адміністративним центром у с. Станово. Сільській раді підпорядковані населені пункти: - с. Станово - с. Гандеровиця |

## Склад ради
Рада складається з 12 депутатів та голови.

## Керівний склад сільської ради
| ПІБ                  | Основні відомості                                   | Дата обрання | Дата звільнення |
| -------------------- | --------------------------------------------------- | ------------ | --------------- |
| Йовбак Іван Іванович | Сільський голова, 1971 року народження, освіта вища | 06.11.2015   |                 |
|                      |                                                     |              |                 |

Примітка: таблиця складена за даними джерела